# Tetepango
Esta página se refiere a una localidad. Para el municipio homónimo véase Municipio de Tetepango
Tetepango es una localidad mexicana, cabecera del municipio de Tetepango, en el estado de Hidalgo.

## Geografía
Se encuentra en el Valle del Mezquital, le corresponden las coordenadas geográficas 20°6′9.558″ de latitud norte y 99°9′22.044″ de longitud oeste, con una altitud de 2090 m s. n. m. Cuenta con un clima semiseco templado; registra una temperatura media anual de alrededor de los 17 °C, una precipitación pluvial de 900 milímetros por año, y el período de lluvias es de mayo a septiembre.
En cuanto a fisiografía, se encuentra dentro de la provincia de la Eje Neovolcánico dentro de la subprovincia de Llanuras y Sierras de Querétaro e Hidalgo; su terreno es de llanura y sierra. En lo que respecta a la hidrografía se encuentra posicionado en la región Panuco, dentro de la cuenca del río Moctezuma, en la subcuenca del río Tula.

## Demografía
De acuerdo con el Censo de Población y Vivienda 2020 del INEGI; la localidad tiene una población de 9145 habitantes, lo que representa el 77.71 % de la población municipal. De los cuales 4453 son hombres y 4692 son mujeres; con una relación de 94.91 hombres por 100 mujeres.
Las personas que hablan alguna lengua indígena, es de 20 personas, alrededor del 0.22 % de la población de la ciudad. En la ciudad hay 963 personas que se consideran afromexicanos o afrodescendientes, alrededor del 10.53 % de la población de la ciudad.
De acuerdo con datos del censo INEGI 2020, unas 7906 declaran practicar la religión católica; unas 659 personas declararon profesar una religión protestante o cristiano evangélico; 20 personas declararon otra religión; y unas 548 personas que declararon no tener religión o no estar adscritas en alguna.
| Gráfica de evolución demográfica de Tetepango entre 1900 y 2020                              |
|                                                                                              |
| Población de los censos y conteos del Instituto Nacional de Estadística y Geografía (INEGI). |

## Cultura

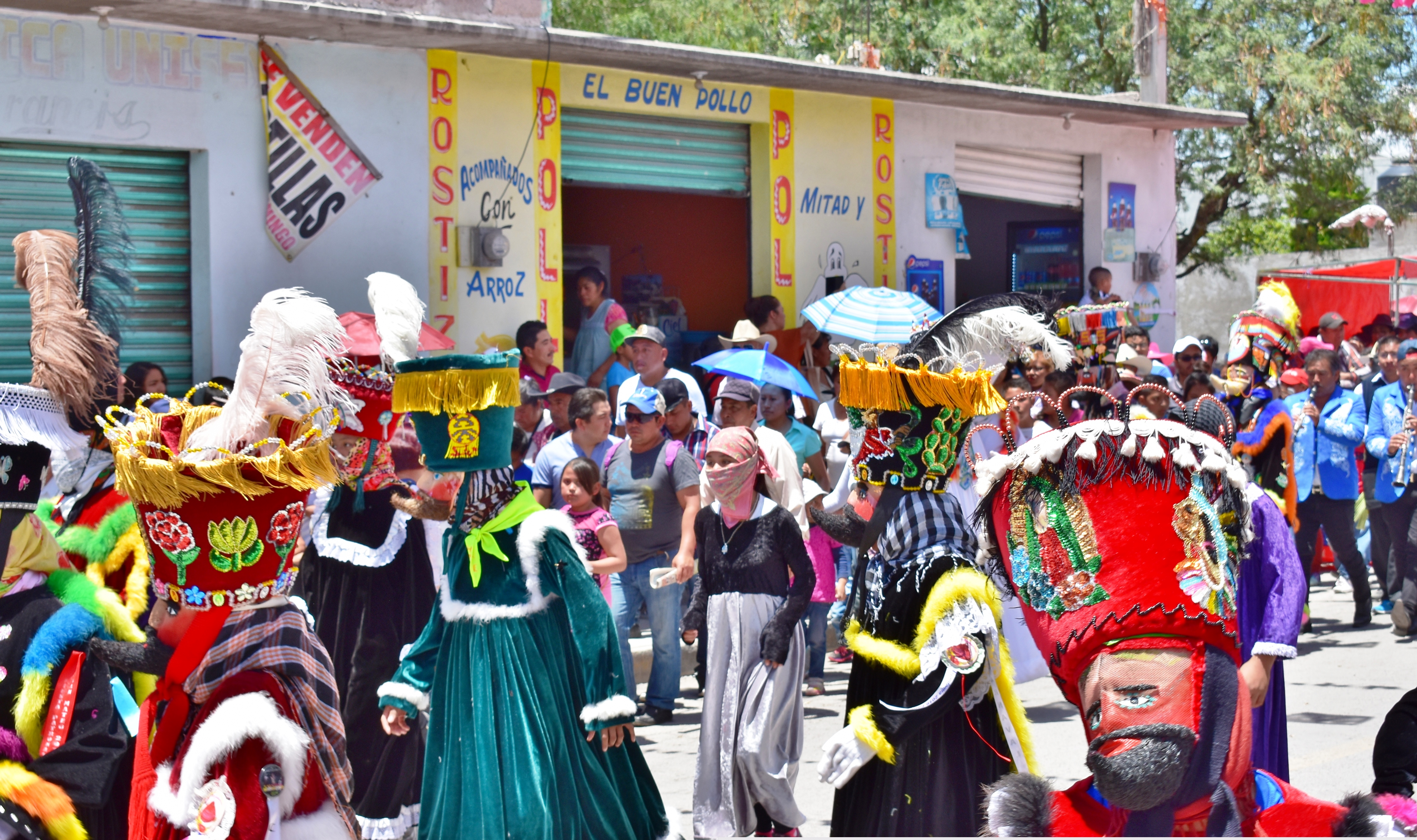
Fiestas en honor a la Virgen de las Lágrimas.

En este pueblo se celebra anualmente la fiesta en honor a la Virgen de las Lágrimas. La fiesta comienza con el recibimiento masivo de peregrinos de la región en el mes de julio, normalmente el segundo domingo de este mes. Los fieles traen cargando solemnemente una réplica de la imagen de la virgen llamada "La peregrina", esta imagen se acompaña con banda de vientos, rezos, e incluso algunos danzantes. Los pueblos vecinos de Atotonilco de Tula, Atitalaquia y Tlaxcoapan son quienes encabezan la "traída" de la virgen a su santuario. En el mes agosto, la imagen de la virgen comienza  a visitar los barrios del pueblo, se realizan pequeñas peregrinaciones y se escoge una familia en cada barrio para dar asilo a la imagen, esta familia deberá dar de comer a los fieles el día del asilo de la imagen. 
El 15 de agosto se celebra la asunción de María en diversas poblaciones del país, y ese mismo día se celebra también la aparición de la Virgen de la Lágrimas en el pueblo de Tetepango. Se realizan bailes, juegos, concursos, exposiciones culturales y ganaderas, etcétera. Finalmente se realiza la quema del "castillo" (fuegos pirotécnicos) en honor a la patrona del pueblo.

## Economía
La localidad tiene un grado de marginación medio y un grado de rezago social muy bajo.